# Maria Amàlia de Saxònia (reina d'Espanya)
Maria Amàlia de Saxònia (Dresden 1724 - Madrid 1760), princesa de Polònia i Saxònia, reina consort de Nàpols (1724-1759) i d'Espanya (1759-1760).

## Infància
Va néixer el 24 de novembre de 1724 a Dresden, filla de l'elector de Saxònia, Frederic August II, i de l'arxiduquessa Maria Josepa d'Àustria, filla primogènita de l'emperador Josep I. Va ser la filla més gran d'una família nombrosa, en total va tenir onze germans, alguns dels quals no va arribar a conèixer, perquè van néixer després del seu casament.
Els primers anys de vida els va passar a Dresden, tret dels estius que els passava al palau de Plinitz. El 1733, amb l'elecció del seu pare com a rei de Polònia, la família va traslladar-se a Varsòvia.

## Matrimoni
Es casà el 19 de juny de 1738 amb el rei de les Dues Sicílies, i futur rei d'Espanya, Carles III d'Espanya. D'aquesta unió tingueren set filles i sis fills:
- Maria Isabel (Nàpols, 1740-1742)
- Maria Josepa Antònia (Nàpols, 1742)
- Maria Isabel (Nàpols, 1743-1749)
- Maria Josepa (Gaeta, 1744-Madrid, 1801)
- Maria Lluïsa (Nàpols, 1745-Viena, 1792). Emperadriu consort romanogermànica.
- Felip Antoni (Portici, 1747-1777). Duc de Càlabria.
- Carles IV (Portici, 1748-Roma, 1819). Rei d'Espanya.
- Maria Teresa (Portici, 1749-1750)
- Ferran I (Nàpols, 1751-1825). Rei de les Dues Sicílies.
- Gabriel (Portici, 1752-El Escorial, 1788)
- Maria Anna (Portici, 1754-1755)
- Antoni Pasqual (Caserta, 1755-Madrid, 1817)
- Francesc Xavier (Portici, 1757-Aranjuez, 1771)

El casament entre tots dos fou realitzat en virtut de pactes, però Maria Amàlia sentí ben aviat un gran amor pel seu marit, que també li correspongué. Així, a la mort d'ella, el rei Carles III no es tornà a casar.

## Reina d'Espanya
El 1759 va morir el rei Ferran VI d'Espanya, germà de Carles, sense descendència i Amàlia va acompanyar el seu espòs a Espanya per a ocupar el tron. A la reina Maria Amalia se li deu la introducció a Espanya del costum nadalenc del pessebre, d'origen napolità.
Al setembre de 1760, tot just un any després de la seva arribada, Maria Amàlia de Saxònia va morir el 27 de setembre a causa d'una tuberculosi. Carles III va assenyalar: "En 22 anys de matrimoni, aquest és el primer disgust seriós que em dona Amàlia".